# São Julião de Palácios
São Julião de Palácios fut une freguesia portugaise du concelho de Bragance, qui avait une superficie de 38,66 km2 pour une population de 232 habitants en 2011. Densité: 6 hab/km2.
Elle disparut en 2013, dans l'action d'une réforme administrative nationale, ayant fusionné avec la freguesia de Deilão, pour former une nouvelle freguesia nommée União das Freguesias de São Julião de Palácios e Deilão.